# Мизрахи
Мизрахи, или мизрахим или адот хамизрах (заједница Истока) представља групу Јевреја из арапских држава (Ирак, Мароко, Тунис, Либија, Египат, Сирија, Јемен итд.) некада су називани и оријентални Јевреји. Међу адот хамизрах убрајају се још и Јевреји из Ирана, Kурдистана, јевреји с планина, из Багдада, Индије и из Бухаре.
Оријентални Јевреји сматрају своје веровање оригиналним јер се сматрају потомцима управо оних Јевреја који су преживели сеобе и вавилонско ропство. У њихову заједницу приступа и део Јевреја из дијаспоре који су напустили Израел када су Римљани уништили храм 70. године, као и Сефарди које су 1492. протерали католички краљеви.
Са религијског (ритуалног) аспекта, источни Јевреји данас се препознају у „сефардском обреду”. Овим обредом у Израелу управља Рисхон Летзион, такозвани велики „сефардски” рабин.
Употреба појма оријентални Јевреји, или мизрахи, настала је почетком 1990-их, када су га усвојили израелски активисти који су припадали овој грани јудаизма.

## Језици
Мизрахи заједнице говоре дијалекте јудеоарапског (хебрејске иначице различитих арапских дијалеката), попут магрепско–арапског, којег су користили као други језик. Велики број њихових радова о филозофији, религији и литератури написан је на арапском језику, користећи модиификовани хебрејски алфабет. Други језици с којима се Мизрахи поистовјећују су јудеоперзијски, јудеогрузијски, бухарски, јудеоберберски, јудеоарамејски, између осталих.
Арамејски језик језик је врло близак хебрејском и идентификује се као један од „јеврејских језика”. Поред тога, на овом језику је највећи број јеврејских текстова написан (Талмуд, Зохар и велики број ритуалних молитви, као нпр Kадиш). Бројни рабински текстови су написани на једној мешавини хебрејског и арамејског. Јудеоарамејски је језик којим су се служили курдски Јевреји потомци вавилонских арамејаца.
Почетком 1950–их, чини се да се целокупна јеврејска заједница Kурдистана преселила у Израел. Јеврејска заједница која је живела у ирачком Kурдистану такође је емигрирала и на тај начин завршила јеврејску историју стару стотинама година у Асирији и Вавилону. С друге стрне бројни су Јевреји који се служе с персијским језиком.